# Rockstar Games Presents Table Tennis
Rockstar Games Presents Table Tennis lub Rockstar Table Tennis – symulacja tenisa stołowego wydana przez Rockstar Games 26 maja 2006 roku na platformie Xbox 360, a na Wii 16 października 2007 roku.
Rockstar Table Tennis jest pierwszą grą używającą silnika Rockstar Advanced Game Engine, który został również użyty w grze Grand Theft Auto IV.

## Wersja na Wii
Wersja na Wii została wydana przez Rockstar Games 16 października 2007 roku. Gra w pełni używa Wii Remote i oferuje 3 różne schematy kontroli:
- Zwykła – używa Wii Remote
- Sharp Shooter – używa Nunchuka do położenia piłki
- Control Freak – używa Nunchuka do kontrolowania pozycji zawodnika

W przeciwieństwie do wersji na konsolę Xbox 360, nie posiada możliwości gry przez Internet.

## Odbiór gry
Większość recenzji ceniła grę za prostotę oraz grafikę. Średnia ocen wahała się w granicach 80-90%.